# Erik Sundblad (konstnär)
Erik Waldemar Sundblad, född 20 september 1906 i Hörby församling, Malmöhus län, död 5 april 1976 i Malmö, var en svensk målare och tecknare.
Han var son till köpmannen Carl Oskar Sundblad och Hulda Rodrika Rönnquist och systerson till Carl Ludvig Rönnquist. Sundblad studerade vid Tekniska skolan i Stockholm 1924–1927 och vid Schule Reimann i Berlin 1933. Han arbetade huvudsakligen med dekorationsmåleri samt biograf- och utställningsreklam. Vid Stockholmsutställningen 1930 medverkade han med dekorativa arbeten. Han medverkade även som dekoratör vid utställningar i Karlstad, Ystad, Trelleborg och Hässleholm. Tillsammans med Anna Olsson ställde han ut i Hörby 1952 och han medverkade i samlingsutställningar i Trelleborg, Hässleholm, Varberg, Borås och Ulricehamn. Han deltog i Sveriges fria konstnärsförbunds vandringsutställningar och Hörbys höstsalong. Hans konst består av landskap, fågelstudier och en stor mängd jul- och nyårskort. Sundblad är representerad vid Trelleborgs museum.